# Edward Rell Madigan
Edward Rell Madigan (Lincoln, 13 gennaio 1936 – Springfield, 7 dicembre 1994) è stato un politico statunitense, membro della Camera dei Rappresentanti per lo stato dell'Illinois dal 1973 al 1991 e segretario dell'agricoltura nella presidenza Bush Sr. dal 1991 al 1993.

## Biografia
Nato e cresciuto nell'Illinois, Madigan entrò in politica negli anni sessanta aderendo al Partito Repubblicano. Per sei anni fu membro della legislatura statale dell'Illinois e nel 1972 si candidò alla Camera dei Rappresentanti, riuscendo ad essere eletto.
Dopo quella volta, Madigan venne rieletto altre nove volte e ricoprì incarichi di rilievo all'interno del Congresso. Nel 1991 l'allora Segretario dell'Agricoltura Clayton Keith Yeutter si dimise e il Presidente George H. W. Bush decise di nominare Madigan per il posto. Questi accettò l'incarico e lo mantenne fino al termine dell'amministrazione Bush nel 1993.
Madigan morì nel dicembre dell'anno seguente, per via di un cancro ai polmoni che lo aveva colpito qualche tempo prima. Lasciò la moglie Evelyn e le tre figlie Kimberly, Kellie e Mary Elizabeth.